# لين وايلد
لين وايلد (بالإنجليزية: Lyn Wilde)‏ هي ممثلة أمريكية، ولدت في 10 أكتوبر 1922 في سانت لويس الشرقية ‏ في الولايات المتحدة، وتوفيت في 11 سبتمبر 2016.

## وصلات خارجية
- لين وايلد على موقع IMDb (الإنجليزية)
- لين وايلد على موقع قاعدة بيانات الأفلام السويدية (السويدية)
- لين وايلد على موقع قاعدة بيانات الفيلم (الإنجليزية)
- لين وايلد على موقع كينوبويسك (الروسية)